# Mikołaj Kostyniuk
Mikołaj Kostyniuk (ur. 19 grudnia 1908 w Czerniowcach, zm. 6 października 1975 w Warszawie) – polski botanik i geolog, specjalista w zakresie paleobotaniki.

## Życiorys
Szkołę podstawową ukończył w Bieczu, a średnią w Jaśle. Studia odbył w latach 1927–1932 na Wydziale Matematyczno-Przyrodniczym Uniwersytetu Jana Kazimierza we Lwowie, uzyskując dyplom magistra filozofii w zakresie botaniki.
W latach 1932–1934 pracował na Uniwersytecie Lwowskim pod kierunkiem Stanisława Kulczyńskiego, częściowo jako wolontariusz, częściowo jako stypendysta Funduszu Kultury Narodowej. Robił analizy pyłkowe z osadów czwartorzędowych, stając się jednym z pionierów tej metody w Polsce. W latach 1934–1940 pracował jako asystent i starszy asystent w Zakładzie Systematyki i Morfologii Roślin Uniwersytetu Lwowskiego. Opracował trzeciorzędowe szczątki roślinne z Mazowsza i Wołynia. Była to pierwsza w Polsce i jedna z nielicznych w świecie próba rozszerzenia analizy pyłkowej na utwory trzeciorzędowe. Rozprawa na ten temat przyniosła mu w 1938 stopień doktora filozofii w zakresie botaniki.
Podczas okupacji pracował początkowo przy wyrobie szczepionek w Instytucie Badań nad Tyfusem Plamistym i Wirusami prof. Rudolfa Weigla, następnie jako ogrodnik w Ogrodzie Botanicznym Uniwersytetu Lwowskiego. Po opuszczeniu Lwowa przez Niemców powrócił na stanowisko starszego asystenta w Zakładzie Systematyki i Morfologii Roślin. Wkrótce przeniósł się na Wydział Farmaceutyczny Lwowskiego Państwowego Instytutu Medycznego i pracował tam do czerwca 1946 jako docent i kierownik Katedry Botaniki.
Po opuszczeniu Związku Radzieckiego organizował Katedrę Paleobotaniki na Uniwersytecie Wrocławskim. Na podstawie monografii o drewnach kopalnych z pliocenu Krościenka habilitował się w 1950 na Wydziale Nauk Przyrodniczych Uniwersytetu Wrocławskiego.
W 1954 został mianowany profesorem nadzwyczajnym i przeniesiony na Wydział Geologii Uniwersytetu Warszawskiego. Lata 1955–1968, to okres największej jego aktywności zawodowej. Oprócz sprawowania funkcji prodziekana (1956–1960) i dziekana (1960–1962) Wydziału Geologii UW brał udział w pracach wielu komisji i zespołów. Był m.in. członkiem Centralnej Komisji Kwalifikacyjnej, Rady Głównej Ministerstwa Szkolnictwa Wyższego i innych. Był także członkiem Komitetu Botanicznego Polskiej Akademii Nauk, Rady Naukowej Instytutu Botaniki PAN, Rady Redakcyjnej Acta Palaeontologica Polonica, Acta Botanica i Polskiego Towarzystwa Geologicznego, a także członkiem Głównego Zarządu Polskiego Towarzystwa Botanicznego i redaktorem naczelnym Monographiae Botanicae.
Poza publikacjami naukowymi był autorem skryptu, a następnie wraz z Władysławem Szaferem podręcznika paleobotaniki, a także licznych opracowań popularnonaukowych, odczytów i pogadanek radiowych na tematy paleobotaniczne.
W 1971 Rada Państwa nadała mu tytuł profesora zwyczajnego. W 1974 został odznaczony Krzyżem Kawalerskim Orderu Odrodzenia Polski.
Jego brat Michał Kostyniuk zamieszkiwał w Tasmanii.

## Wybrane publikacje
- 1938, Analiza pyłkowa dwóch torfowisk z okolicy Rudek i Sambora, Kosmos, A, 63, zesz. III, str. 393-412, Lwów.
- 1939, Trzeciorzędowe drewna i pyłki z Mazowsza i Wołynia, Kosmos, A, 64, zesz. I, str. 109-117, Lwów.
- 1950, Szczątki drewna szpilkowych plioceńskiej flory z Krościenka, Prace Wrocławskiego Towarzystwa Naukowego, B, 22, str. 1-57, Wrocław.
- 1951, Paleobotanika (skrypt), 228 str., PZWS, Wrocław.
- 1952, (wspólnie z W. Szaferem), Zarys paleobotaniki, 205 str., wyd. 1, PWN, Warszawa.
- 1955, Coniferous woods of the Pliocene flora of Krościenko in Poland, C. r. Soc. Sc. Lettr. Wrocław, 4, no 4, 30 pp., Wrocław.
- 1961, (wspólnie z E. Marczakiem), Nasze rośliny chronione, Wrocławskie Towarzystwo Naukowe, 202 str., Wrocław.
- 1962, (wspólnie z W. Szaferem), Zarys paleobotaniki, 302 str., wyd. 2, PWN, Warszawa.
- 1967, Pnie drzew iglastych z górnego pokładu węgla brunatnego w Turowie, Prace Muzeum Ziemi, 10, str. 3-96, Warszawa.